# Tragödie von Culuhun

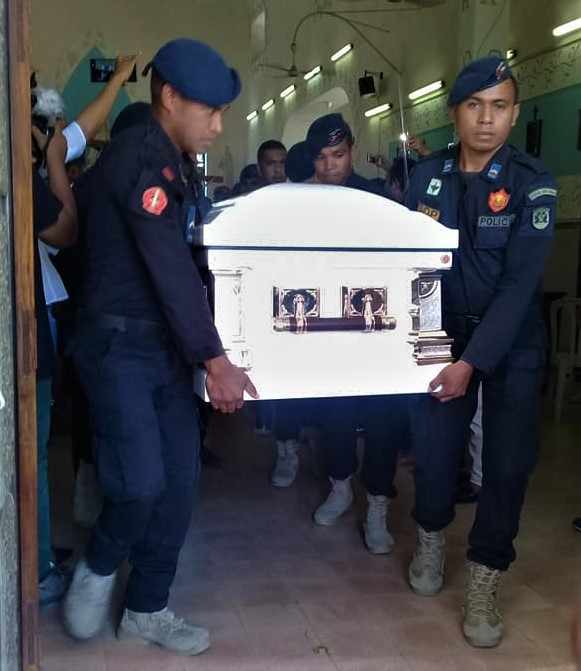
Polizisten tragen die Särge bei der Trauerfeier für die Opfer aus der Kirche von Motael

Mit der Tragödie von Culuhun (tetum Trajédia Kuluhun) wird ein gewaltsamer Vorfall im Stadtteil Culuhun de Baixo (Suco Acadiru Hun, Verwaltungsamt Nain Feto) der osttimoresischen Hauptstadt Dili am 18. November 2018 bezeichnet.

## Geschehen
Am frühen Sonntag Morgen erschoss der Polizeibeamte José Mina, der außer Dienst war, in Culuhun drei junge Männer auf einer kore metan. Dabei handelte es sich um eine Gedenkfeier für einen Freund oder ein Familienmitglied, das ein Jahr zuvor starb. Drei weitere junge Erwachsene wurden verletzt, einer davon lebensgefährlich. Zwei Verletzte konnten nach einer ersten Behandlung das Nationalkrankenhaus Guido Valadares schnell wieder verlassen. Die Schießerei hatte nach einem Streit zwischen zwei Gästen der Feier begonnen. Mina, der in Zivilkleidung unterwegs war, hatte seine Waffe gezogen, um die Kontrahenten aufzufordern, mit dem Streit aufzuhören, als der Strom ausfiel. Mina, der nach Zeugenaussagen stark angetrunken auf einer Bank stand, schoss daraufhin ins Dunkle. Der Todesschütze und drei weitere beteiligte Beamte wurden verhaftet. Einer von ihnen hatte in die Luft geschossen, die zwei anderen hatten ebenfalls auf der Feier als Zivilisten ihre Dienstwaffen getragen. Das Distriktsgericht von Dili erließ gegen die beiden Schützen bis zur Verhandlung Haftbefehl. Alle vier Beamten wurden laut Polizeichef Júlio Hornay vom Dienst suspendiert.
Die Trauerfeier für die drei Toten Leonildo (Leo) Eduardo Ximenes Sequeira, Luis Quevin Saldanha Belo und Erick Joni Robertus Bria fand am 21. November in der Kirche Santo António de Motael statt. Polizisten trugen die Särge aus der Kirche. Die Opfer wurden auf dem Friedhof von Becusi (Suco Becora) nebeneinander beerdigt. Staatspräsident Francisco Guterres kondolierte: „Die Schießerei in Culuhun hat unsere Herzen erschüttert. Einen Polizisten zu sehen, der gegen das Gesetz handelt, in Zivilkleidung mit einer Waffe feuert und junge Leute erschießt, ist für uns schmerzlich.“ Ebenso sprachen Premierminister Taur Matan Ruak und andere Regierungsmitglieder den Familien der Opfer ihr Beileid aus.

## Reaktionen

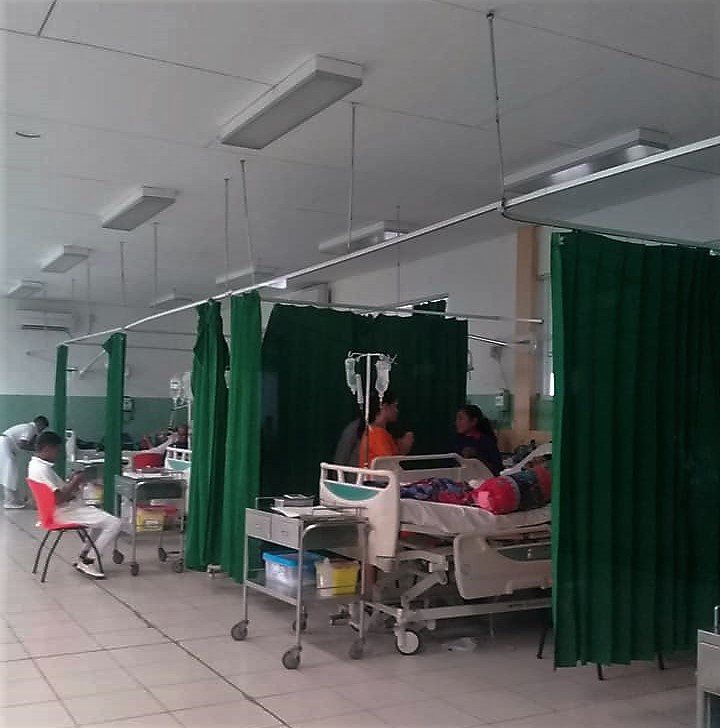
Verletzte im Hospital Nacional Guido Valadares

Der Mord löste allgemeine Empörung über die Nationalpolizei (PNTL), das allgemeine Benehmen von Beamten und die weitverbreitete Polizeigewalt aus. Auf den Straßen kam es am 19. November in der ganzen Stadt zu Protesten, bei denen Demonstranten „Polizisten sind Mörder“ riefen und Gerechtigkeit einforderten. Graffiti mit der Aufschrift „Fuck Police“ und ähnliches wurden gesprüht. In sozialen Netzwerken, wie Facebook, ergänzten Benutzer ihr Portraitbild mit dem Schriftzug „hanoin kuluhun“ (deutsch Gedenkt Culuhun) und dem Satz „PNTL la prexiza lori kilat!“ (deutsch Die PNTL braucht keine Waffen tragen). Auch Bilder der Toten und Verletzten wurden geteilt. Die Stimmung, gerade unter der Jugend, war ohnehin gereizt, weil nur wenige Tage zuvor 22 Studenten bei einer Demonstration verhaftet worden waren. Die Proteste hatten sich gegen die Entscheidung des Parlaments gerichtet, die alten Dienstwagen ehemaliger Abgeordneter vom Typ Toyota Prado an sie vergünstigt zu verkaufen. Die Polizei hatte bei den damaligen Demonstrationen übermäßig Tränengas eingesetzt und rücksichtslos und hart zugeschlagen. Die beiden Demonstrationen verliefen unabhängig voneinander.
Bisher genoss die Polizei in der Bevölkerung eine hohe Akzeptanz, auch wenn seit Jahren die Law-and-Order-Methoden, die zunehmende Militarisierung und Vorfälle von Menschenrechtsverletzungen kritisiert werden. Auch einen „toxischen“ Machismus, wie er auch sonst in der Gesellschaft Osttimors verbreitet ist, machten Forscher in der Polizei aus. Hier sehen die Forscher auch den Grund für die fortwährenden Verstöße gegen Artikel 5 der Dienstanordnung, der Polizisten das Tragen von Waffen außerhalb des Dienstes verbietet. Vor der Tragödie von Culuhun gab es bereits tragische Vorfälle mit Dienstwaffen, bei denen Polizisten in privaten Zwistigkeiten ihre Schusswaffe zogen oder bei denen Kinder mit den geladenen Waffen spielten, die sie zu Hause gefunden hatten.